# UK (banda)
UK fue un supergrupo de rock progresivo británico de corta vida, ya que mantuvo su actividad desde 1977 hasta 1980.
En septiembre de 1976, el vocalista y bajista John Wetton y el batería Bill Bruford (exmiembros de King Crimson) comenzaron a trabajar en una nueva banda con el teclista Rick Wakeman, de Yes. Sin embargo, la compañía discográfica A&M Records vetó el proyecto, diciendo que no podían dejar escapar a Wakeman con la base rítmica de King Crimson, y este tuvo que ser abortado.
Decididos a trabajar juntos, Bruford y Wetton solicitaron que Robert Fripp reformase King Crimson, que se había disuelto en 1974. Cuando Fripp se negó, ambos músicos decidieron traer un compañero de confianza cada uno para que entrasen en la banda. Wetton encontró al teclista y violinista Eddie Jobson, a quien conocía de su trabajo con Roxy Music, y Bruford reclutó al guitarrista Allan Holdsworth, antiguo miembro de Soft Machine y Gong. De esta manera, UK editó su primer álbum de estudio en 1978, titulado simplemente UK, y captó la atención de los fanes del rock progresivo y del jazz fusión. Su siguiente trabajo, deliberadamente diferente al trabajo de King Crimson, fue grabado poco después de la edición de UK. De todas las canciones grabadas, la mitad irían a parar al disco de Bruford, One of a Kind, mientras que la otra mitad conformó Danger Money.
Después de diversas giras por el Reino Unido y los Estados Unidos, Bruford y Holdsworth dejaron la disciplina del grupo. Bruford formó la banda que lleva su nombre, Bruford, y Holdsworth se unió a ella poco después. Posteriormente a la marcha de ambos músicos, UK no reclutó a ningún guitarrista, adquiriendo como novedad al batería Terry Bozzio, exintegrante de la banda de Frank Zappa. Este trío publicó Danger Money, su segundo trabajo, en marzo de 1979, y dio una gira de teloneros de Jethro Tull en Norteamérica. De esta serie de conciertos salió el disco en directo Night After Night. Después de otra gira por Europa y los planes para grabar otro disco de estudio, UK se separó en 1980.
Posteriormente, Jobson colaboró en A, de Jethro Tull, para después comenzar su carrera en solitario. Wetton, después de una pequeña colaboración con Wishbone Ash y los franceses Atoll, grabó un álbum en solitario llamado Caught in the Crossfire, antes de formar Asia con Steve Howe, Carl Palmer y Geoffrey Downes. Por su parte, Bozzio formó Missing Persons con su entonces mujer Dale Bozzio, el guitarrista Warren Cuccurullo y el bajista Patrick O'Hearn.
Entre 1995 y 1998, Jobson y Wetton intentaron grabar un álbum de reunión de UK, aunque el proyecto no cuajó y tuvo que ser abandonado.
En octubre de 2007, Jobson anunció la creación de un nuevo grupo, UKZ, con el bajista Trey Gunn entre otros músicos. Su primer álbum saldrá a la venta a comienzos de 2008.

## Discografía
- UK 1978
- Danger Money 1979
- Night After Night 1979 - Directo
- Concert Classics, Vol. 4 1999 - Directo

- Datos: Q1330725